# Kill V. Maim
Kill V. Maim è un singolo della musicista canadese Grimes, pubblicato il 19 gennaio 2016 come secondo estratto dal quarto album in studio Art Angels.

## Video musicale
Il videoclip della canzone è stato reso disponibile in concomitanza con l'uscita del singolo. Il video fa parte di una trilogia di video diretta dalla cantante, con i video di Flesh Without Blood / Life in the Vivid Dream e di California.

## Tracce
1. Kill V. Maim – 4:06